# 직무기술서
직무기술서(職務記述書, job description) 또는 직무명세서(職務明細書)는 개개의 직무를 명확하게 하기 위해 직무의 성격·대요(大要)·수행 조건 등을 일람표에 나타낸 것이다. 일반적으로 다음과 같은 사항이 기재된다. 즉 직무명·직무 분류 번호·부과명(部課名)·직무의 개괄적인 설명·담당자의 자격 등이다. 직무기술서보다도 직무에 대하여 구체적으로 상세한 기술하는 것이 직무명세서로서, 직무명·직무 분류 번호·부과명·직무 개요를 기재한 후에 작업 조건·작업 환경, 담당자에게 요구되는 학력·교육 정도·경험·기능·연령·신체적 조건·성격 등을 구체적으로 기술하고 있다.  직무기술서 및 직무명세서는 직무 분석이나 작업 연구 등을 기본으로 작성되는데 근대적인 관리 체제를 발전시키기 위한 기초가 되어야 할 것이다. 직무의 명확화, 작업 본위의 임금 지불, 적재적소의 배치, 유효한 교육훈련 등을 위해서는 직무기술서나 직무명세서가 큰 구실을 한다고 할 수 있다.